# 아이즈혼고역
아이즈혼고역(일본어: 会津本郷駅)은 일본 후쿠시마현 아이즈와카마쓰시에 위치한 동일본 여객철도 다다미선의 철도역이다. 단선 승강장 1면 1선의 구조를 갖춘 지상역이다.

## 이용 현황
| 승차 인원 추이 | 승차 인원 추이 |
| 연도           | 1일 평균       |
| -------------- | -------------- |
| 2000           | 58             |
| 2001           | 58             |
| 2002           | 58             |
| 2003           | 52             |
| 2004           | 49             |

## 역 주변
- 국도 제118호선 · 국도 제401호선

## 버스 노선
- 아이즈버스

## 역사
- 1926년 10월 15일 : 일반역으로서 개업.
- 1971년 8월 29일 : 화물 취급 폐지.
- 1984년 3월 1일 : 하물 취급 폐지. 무인역화.
- 1987년 4월 1일 : 일본국유철도 분할 민영화에 의해, 동일본 여객철도가 승계.

## 인접 역
| 동일본 여객철도 다다미선         | 동일본 여객철도 다다미선 | 동일본 여객철도 다다미선 |
| -------------------------------- | ------------------------ | ------------------------ |
| 니시와카마쓰 아이즈와카마쓰 방면 | ■ 다다미선               | 아이즈타카다 고이데 방면 |